# Naim Tërnava
Naim Tërnava (ur. 7 stycznia 1961 we wsi Lismir, gmina Kosowo Pole) – albański duchowny muzułmański (sunnita), od 2003 wielki mufti Kosowa.

## Życiorys
Kształcił się w medresie Alauddin w Prisztinie, a następnie na uniwersytecie Al-Az’har w Kairze. Po ukończeniu studiów został wybrany imamem i rozpoczął pracę w rodzinnej wsi Lismir. Od 1985 prowadził zajęcia z filozofii islamu z uczniami medresy Alauddin w Prisztinie. W latach 1995–2003 pełnił funkcję dyrektora medresy. Należał do grona redaktorów pisma Dituria Islame (Wiedza islamska), wydawanego w Prisztinie. W 1999 po zakończeniu wojny o Kosowo stanął na czele wspólnoty muzułmańskiej w Kosowie. Był współzałożycielem Rady d.s. Kontaktów Międzywyznaniowych. 15 października 2003 zgromadzenie Wspólnoty Muzułmańskiej w Kosowie wybrało Naima Ternavę na Wielkiego Muftiego Kosowa, w 2008 wybrano go na drugą kadencję, a w 2013 na trzecią. Za wyborem Tërnavy głosowało 53 delegatów, spośród 60 obecnych na sali.
Jest żonaty, ma troje dzieci. Jego córka Refiqe jest działaczką partii Sojusz Nowego Kosowa i kandydatką na deputowaną do parlamentu.